# Morgan Freeman
Morgan Freeman (* 1. června 1937 Memphis, Tennessee) je americký herec, filmový producent a režisér, který za svou práci získal množství ocenění, mj. cenu Americké filmové akademie Oscar či Křišťálový glóbus za mimořádný umělecký přínos světovému filmu na Mezinárodním filmovém festivalu v Karlových Varech.
S hraním začal již jako osmileté dítě, do studií na univerzitě získal několik dalších zkušeností i ocenění – poté ale herectví opustil a v roce 1955 začal pracovat pro U.S. Air Force jako mechanik. V roce 1960 se přestěhoval do Los Angeles a později začal vystupovat v divadlech a muzikálech v New Yorku a San Franciscu. Jeho kariéru uznávaného herce odstartovaly až na přelomu 80. a 90. let 20. století hlavní herecké role ve filmech Řidič slečny Daisy a především Vykoupení z věznice Shawshank (podle mnohých jeho nejlepší výkon vůbec, film patří k divácky nejlépe hodnoceným snímkům v historii). V současnosti[kdy?] se řadí mezi často obsazované herce a to jak v hollywoodských velkofilmech (Batman začíná), tak ve snímcích menších produkcí (Million Dollar Baby). Za posledně zmíněný film získal také v roce 2005 po třech předchozích nominacích Oscara.
Byl dvakrát ženatý; poprvé mezi lety 1967 a 1979 a podruhé od roku 1984 do roku 2010. V obou případech se páry rozvedly. Ještě před prvním manželstvím měl Freeman dvě nemanželské děti, z nichž jedním je Alfonso Freeman, který je též herec a po boku otce se objevil například ve filmu Než si pro nás přijde, kde hraje syna postavy, kterou ztvárnil právě Morgan Freeman. Krom dvou nemanželských dětí adoptoval a vychovával se svojí druhou manželkou i jeho nevlastní vnučku, která byla ale jako třiatřicetiletá zavražděna v New Yorku.
Žije v malém městě Charleston v Mississippi a vlastní restauraci s bluesovým klubem v nedalekém městě Clarksdale. Pozornost veřejnosti v USA upoutalo jeho vyjádření o škodlivosti Měsíce černé historie a užívání termínu "Afroameričan"; podle jeho názoru zdůrazňování odlišnosti barvy kůže pouze udržuje rasismus při životě.
Má hvězdu na Hollywoodském chodníku slávy. Do češtiny jej nejčastěji dabuje Pavel Rímský, před ním to byl již zemřelý Antonín Molčík.

## Vybraná filmografie
- Brubaker (1980) – Walter
- Boj o život (1987) – dr. Sherard
- Řidič slečny Daisy (1989) – Hoke Colburn
- Robin Hood: Král zbojníků (1991) – Azeem
- Nesmiřitelní (1992) – Ned Logan
- Vykoupení z věznice Shawshank (1994) – Ellis Boyd „Red“ Redding
- Sedm (1995) – detektiv por. William Somerset
- Smrtící epidemie (1995) – generál Billy Ford
- Drtivý dopad (1998) – prezident Tom Beck
- Nejhorší obavy (2002) – ředitel CIA William Cabot
- Božský Bruce (2003) – bůh
- Million Dollar Baby (2004) – Eddie „Scrap Iron“ Dupris
- Utržený ze řetězu (2005) – ladič pian Sam
- Batman začíná (2005) – Lucius Fox
- Nabít a zabít (2006) – šéf
- Božský Evan (2007) – bůh
- Než si pro nás přijde (2007) – Carter Chambers
- Wanted (2008) – vůdce Bratrstva Sloan
- Temný rytíř (2008) – Lucius Fox
- Zlodějská partie (2009) – Keith Ripley
- Staří a neklidní (2009) – Charles Peterson
- Red (2010) – Joe Mathenson
- Temný rytíř povstal (2012) – Lucius Fox
- Podfukáři (2013) – Thaddeus Bradley
- Nevědomí (2013) – Malcolm Beech
- Pád Bílého domu (2013) – Allan Trumbull
- Frajeři ve Vegas (2013) – Archie
- Lucy (2014) – profesor Normal
- Méďa 2 (2015) – Patrick Meighan
- Podfukáři 2 (2016) – Thaddeus Bradley
- Loupež ve velkém stylu (2017) – Willie Davis
- Alfa (2018) – vypravěč